# Lindre-Basse

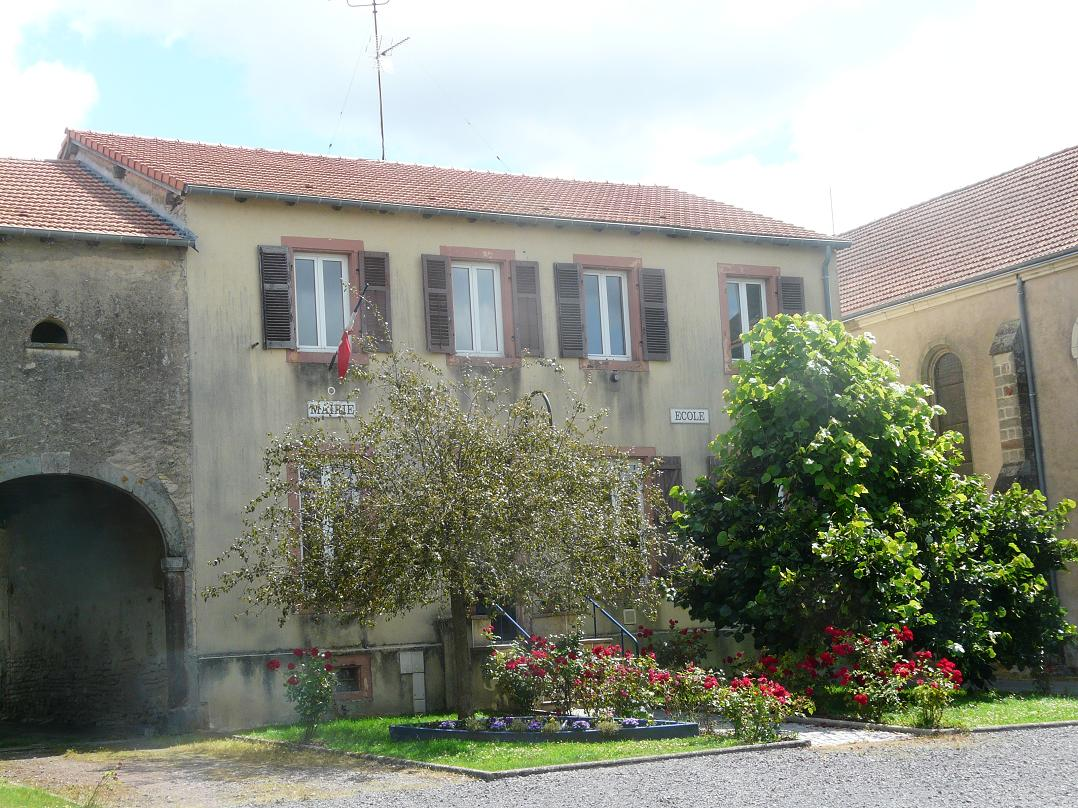
Rathaus- und Schulgebäude

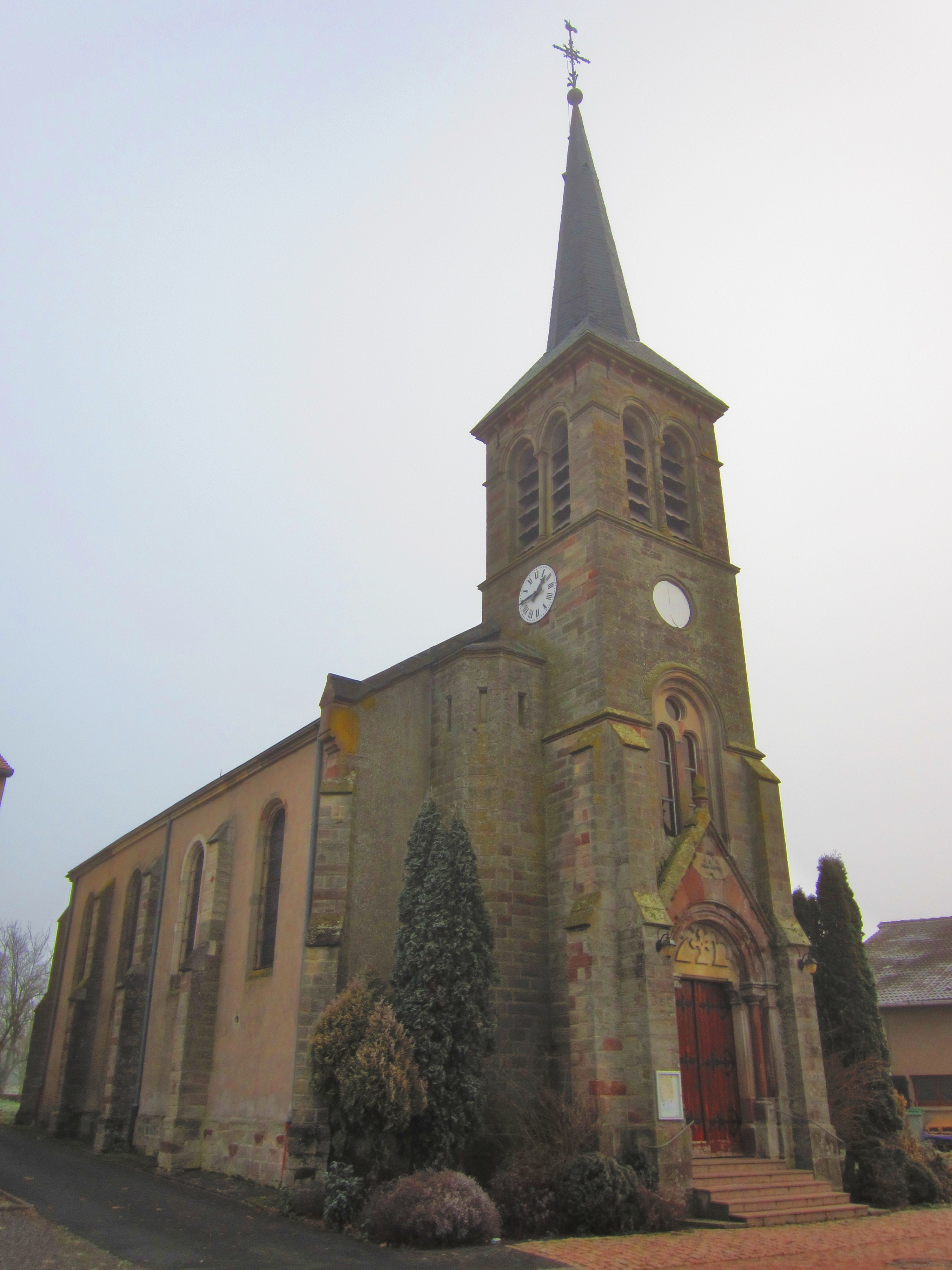
Kirche St. Remigius

Lindre-Basse (deutsch Niederlinder, Nieder-Linder) ist eine französische Gemeinde mit 222 Einwohnern (Stand 1. Januar 2022) im Département Moselle in der Region Grand Est (bis 2015 Lothringen).  

## Geographische Lage
Die Ortschaft liegt am Ausfluss der Seille am nordwestlichen Ufer des Linderweihers (Étang de Lindre) im Regionalen Naturpark Lothringen, 69 Kilometer südöstlich von Metz, 24 Kilometer östlich von  Château-Salins und zwei Kilometer östlich von Dieuze.

## Geschichte
Der Ort am Ufer des Weihers wurde schon 1236 genannt und hatte am Anfang des 14. Jahrhunderts eine Salzquelle.  Der Weiher wurde 1263 als Linter erwähnt. Das Dorf selbst entstand gegen Ende des 15. Jahrhunderts. Das Gebiet gehörte bis 1297 zur Grafschaft Zweibrücken-Bitsch und ging dann im Tausch an das Herzogtum Lothringen über. 
Durch den Frankfurter Frieden vom 10. Mai 1871 kam die Region an das deutsche Reichsland Elsaß-Lothringen, und das Dorf wurde dem Kreis Château-Salins im Bezirk Lothringen zugeordnet. In der Gemarkung des Dorfs gab es eine Mühle und eine Salzquelle. Französisch blieb bis 1915 Amtssprache.
Nach dem Ersten Weltkrieg musste die Region aufgrund der Bestimmungen des Versailler Vertrags 1919 an Frankreich abgetreten werden. Im Zweiten Weltkrieg war das Gebiet seit 1940 von der deutschen Wehrmacht besetzt und wurde im Herbst 1944 von westalliierten Streitkräften eingenommen.

### Bevölkerungsentwicklung
| Jahr                       | 1962 | 1968 | 1975 | 1982 | 1990 | 1999 | 2008 | 2019 |
| Einwohner                  | 236  | 254  | 239  | 229  | 229  | 231  | 229  | 209  |
| Quellen: Cassini und INSEE |      |      |      |      |      |      |      |      |

## Wappen
Im Gemeindewappen wird mit den silbernen Wellen der Linderweiher dargestellt; die Taube mit der Heiligen Ampulle sind die Attribute des örtlichen Schutzpatrons Remigius.